# The Lapins Crétins Land
The Lapins Crétins Land est un jeu vidéo de type party game sorti le 30 novembre 2012 en Europe, à la sortie de la Wii U. Le jeu a été développé puis édité par Ubisoft.
Le jeu a été présenté pour la première fois à E3 2012.

## Accueil

### Critiques
| Publication      | Note     |
| ---------------- | -------- |
| US IGN           | 5 sur 10 |
| FR Gamekult      | 4 sur 10 |
| FR Jeuxvideo.com | 8 sur 20 |

Le jeu a reçu un accueil très mitigé de la presse vidéoludique. Le site français Jeuxvideo.com, qui lui attribue la note de 8/20, porte ses principales critiques sur la répétitivité, la lenteur et le manque d'originalité des mini-jeux. La durée de vie, la bande son et les graphismes de The Lapins Crétins Show sont également jugés très faibles. Mais le jeu a tout de même reçu le prix du meilleur jeu familial au Paris Games Week de 2012.